# Gerontini
Tribu
Les Gerontini sont une tribu d'insectes diptères de la famille des Bombyliidae.

## Classification
La tribu des Gerontini est décrite par Albert John Hesse en 1938.

### Confirmation sous-famille
L'appartenance de la tribu à la sous-famille Toxophorinae a été confirmée par Evenhuis et Greathead en 1999 et par Li and Yeates en 2019,.

## Liste des genres
Selon Paleobiology Database et BioLib en 2023, un seul genre est référencé, : 
- Geron Meigen, 1820